# Борверг
Борвергът е металорежеща машина за разширяване, разстъргване на цилиндрични отвори в машинни части.
Борвергът може да бъде преносим. Той се употребява на места, където работата с конвенционалните стационарни разстъргващи машини е невъзможна.